# Rezerwat przyrody Krutynia Górna

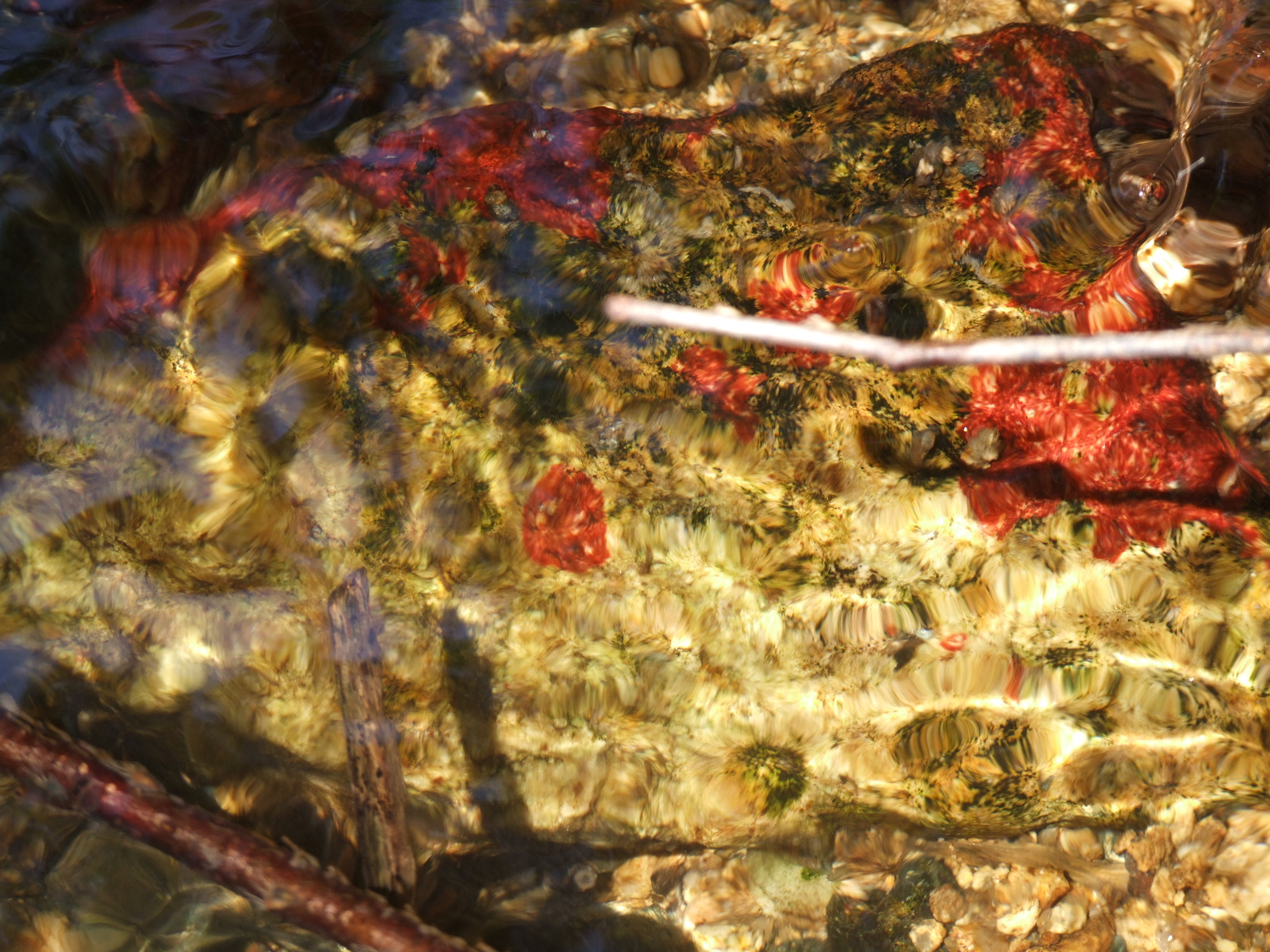
Krasnorost hildenbrandia rzeczna

Rezerwat przyrody Krutynia Górna (do 2019 roku Krutynia) – leśny rezerwat przyrody utworzony w 1983 r. dla ochrony Jeziora Krutyńskiego z zespołem roślinności wodnej wraz z górnym odcinkiem Krutyni oraz przyległymi lasami liściastymi i mieszanymi. Znajduje się na terenie gminy Piecki, w powiecie mrągowskim, w województwie warmińsko-mazurskim. Zajmuje powierzchnię 271,01 ha (akt powołujący podawał 273,12 ha). Obszary leśne w granicach rezerwatu leżą na gruntach będących w zarządzie Nadleśnictwa Strzałowo.
Znajduje się tu malowniczy odcinek rzeki Krutyni wijącej się pośród lasów. Rezerwat jest kresowym stanowiskiem zespołów leśnych na Pojezierzu Mazurskim. Rezerwat znajduje się na terenie Mazurskiego Parku Krajobrazowego.
Przez teren rezerwatu biegnie ścieżka przyrodnicza „Rezerwat Krutynia” o długości 2,5 km.

## Na terenie rezerwatu występują
rośliny:
- hildenbrandia rzeczna
- gąbka słodkowodna – Euspongilla lacustris
- przylaszczka
- kokoryczka wonna
- kokoryczka wielokwiatowa
- łuskiewnik różowy
- konwalia majowa
- konwalijka dwulistna
- zawilec gajowy
- zawilec żółty
- zerwa kłosowa
- skrzyp zimowy
- mech wodny – Fontinalis dalecarlica (w Krutyni znajduje się jedyne stanowisko na Pojezierzu Mazurskim)

ptaki:
- bielik
- dzięcioł czarny
- sójka
- łabędź niemy
- łabędź krzykliwy
- tracz nurogęś
- puszczyk
- lelek kozodój